# Polygala jujuyensis
Polygala jujuyensis är en jungfrulinsväxtart som beskrevs av Grondona. Polygala jujuyensis ingår i släktet jungfrulinssläktet, och familjen jungfrulinsväxter. Inga underarter finns listade i Catalogue of Life.